# Celebrate (pjesma)
"Celebrate" (ranije nazvana "Break a Leg") je pjesma Darije Kinzer koja je predstavljala Hrvatsku na natjecanju za Pjesmu Eurovizije 2011. u Düsseldorfu u Njemačkoj. Pjesma je u prvoj polufinalnoj večeri 10. svibnja zauzela 15. mjesto, te se nije plasirala u završnicu. Autori pjesme su Boris Đurđević i Marina Mudrinić.